# Drama Club
Drama Club es un falso documental de comedia estadounidense creado por Monica Sherer y Madeline Whitby que se emitió en Nickelodeon del 20 de marzo al 22 de mayo de 2021.

## Argumento
El club de teatro de la escuela secundaria Tookus tiene a Mack como nuevo director estudiantil, quien está emocionado de asumir el nuevo musical original de la escuela, "Minnesota", pero después de que su coreógrafo sufre una lesión, Mack y los niños se dieron cuenta de que necesitaban ayuda. de un futbolista.

## Reparto y personajes

### Principal
- Telci Huynh como Mack, un ex actor del Club de Drama que pasó a dirigir la producción estudiantil.
- Nathan Janak como Oliver, el "actor estrella" en el Club de Drama.[3]
- Lili Brennan como Darcy, la directora de escena y la mejor amiga y animadora de Mack en el Club de Drama.
- Kensington Tallman como Bianca, una influenciadora social que se ha convertido en la protagonista femenina del Club de Drama.
- Chase Vacnin como Bench, un jugador de fútbol que ingresa al Club de Drama porque es un bailarín de formación clásica.[4]
- Artyon Celestine como Skip, un entusiasta miembro del Club de Drama, con una sola línea en la producción musical, que está entusiasmado con la incorporación de Bench al club.

### Recurrente
- John Milhiser como Clyde Sniffet, el relajado asesor docente del Club de Drama.
- Neska Rose como Gertie, la lacónica maquilladora del Club de Drama.
- Reyn Doi como Kurtis, el ensimismado diseñador de iluminación del Club de Drama.
- Ithmar Enriquez como el director Gibbins, el nuevo director de la escuela secundaria Tookus que ha regresado para vengarse del Club de Drama por destruir sus sueños de convertirse en actor.
- Marcus Folmar como el entrenador Cobbler, el entrenador de fútbol que obliga a Bench a unirse al Club de Drama como asignatura optativa.
- Pilot Bunch como Colin, el compañero de laboratorio de química de Mack de quien puede estar enamorada.

## Producción y lanzamiento
Drama Club consta de diez episodios de media hora. Los episodios de la serie se estrenaron en la aplicación Nick y Nick.com una semana antes de su transmisión en Nickelodeon, comenzando con el primer episodio que se estrenó en la aplicación Nick y Nick.com el 13 de marzo de 2021, y en Nickelodeon el 20 de marzo. 2021.

## Episodios
Los episodios se lanzaron en la aplicación Nick y en Nick.com una semana antes de su transmisión en Nickelodeon.
| N.º en serie | N.º en temp. | Título | Dirigido por | Escrito por | Fecha de emisión original | Fecha de emisión Latinoamérica | Código de prod. | Audiencia (millones) |
| ------------ | ------------ | ------ | ------------ | ----------- | ------------------------- | ------------------------------ | --------------- | -------------------- |
| 1            | 1            | —      | —            | —           | —                         | —                              | 101             | —                    |